# Célia Mazeau
Pour les articles homonymes, voir Mazeau.
Célia Mazeau est une footballeuse française née le 11 novembre 1989 à Dourdan. 
Elle a évolué au poste de milieu de terrain au Juvisy FCF.

## Carrière
- FC Saint-Escobille (91)(1993-1998)
- FC Étampes (1998-2002)
- Juvisy FCF (2002-2010
- Évry FC (2011-...)

## Palmarès
- Championne de France de D1 en 2006 avec Juvisy
- Vainqueur de la Coupe de Paris en 2006 avec Juvisy